# Gourongo
Gourongo är en ort i Burkina Faso.   Den ligger i regionen Centre-Ouest, i den centrala delen av landet, 70 km väster om huvudstaden Ouagadougou. Gourongo ligger 325 meter över havet och antalet invånare är 2 549.
Terrängen runt Gourongo är platt. Närmaste större samhälle är Nandiala, 2,6 km nordväst om Gourongo.
Omgivningarna runt Gourongo är en mosaik av jordbruksmark och naturlig växtlighet. Runt Gourongo är det ganska tätbefolkat, med 116 invånare per kvadratkilometer.